# أوسكار دييغو
أوسكار دييغو Gestido (بالإسبانية: Oscar Diego Gestido Pose) (و. 1901 – 1967 م) هو سياسي، وعسكري محترف من الأوروغواي ولد في مونتيفيديو.

## روابط خارجية
- أوسكار دييغو على موقع مونزينجر (الألمانية)